# Spreetalbahn
| |                      |                                              |                  |
| Streckennummer: | 6596; sä. BKP        |                                              |                  |
| Streckenlänge: | 2,411 km             |                                              |                  |
| Spurweite: | 1435 mm (Normalspur) |                                              |                  |
| Maximale Neigung: | 29 ‰                 |                                              |                  |
| Minimaler Radius: | 180 m                |                                              |                  |
| |                      |                                              |                  |
| \| \| \| von Bautzen \| \| \| \| 0,00 \| Seidau \| 215 m \| \| \| \| nach Hoyerswerda \| 215 m \| \| \| 0,08 \| Anschl. Granitbruch \| 215 m \| \| \| 0,87 \| Anschl. Ziegelei Müller KG \| 196 m \| \| \| 1,25 \| Bundesautobahn 4 \| Bundesautobahn 4 \| \| \| 1,35 \| Ldst Seidau (Spreetalbahn) \| 187 m \| \| \| 1,43 \| Anschl. Heeresstandortverwaltung Bautzen \| 185 m \| \| \| 1,74 \| Anschl. Betonwerk \| 177 m \| \| \| 2,04 \| Anschl. Elbtalwerk/Heimatfuhrpark \| 174 m \| \| \| 2,10 \| Spreebrücke \| 174 m \| \| \| 2,17 \| Anschl. Gaswerk/Vereinigte Papierfabriken AG \| 175 m \| \| \| 2,41 \| Streckenende \| 175 m \| |                      |                                              |                  |
| Strecke (außer Betrieb) |                      | von Bautzen                                  | von Bautzen      |
| Bahnhof (Strecke außer Betrieb) | 0,00                 | Seidau                                       | 215 m            |
| Abzweig geradeaus und nach links (Strecke außer Betrieb) |                      | nach Hoyerswerda                             | 215 m            |
| Abzweig geradeaus und nach rechts (Strecke außer Betrieb) | 0,08                 | Anschl. Granitbruch                          | 215 m            |
| Abzweig geradeaus und nach rechts (Strecke außer Betrieb) | 0,87                 | Anschl. Ziegelei Müller KG                   | 196 m            |
| Strecke mit Straßenbrücke (Strecke außer Betrieb) | 1,25                 | Bundesautobahn 4                             | Bundesautobahn 4 |
| Dienststation / Betriebs- oder Güterbahnhof (Strecke außer Betrieb) | 1,35                 | Ldst Seidau (Spreetalbahn)                   | 187 m            |
| Abzweig geradeaus und nach links (Strecke außer Betrieb) | 1,43                 | Anschl. Heeresstandortverwaltung Bautzen     | 185 m            |
| Abzweig geradeaus und von links (Strecke außer Betrieb) | 1,74                 | Anschl. Betonwerk                            | 177 m            |
| Abzweig geradeaus und von links (Strecke außer Betrieb) | 2,04                 | Anschl. Elbtalwerk/Heimatfuhrpark            | 174 m            |
| Brücke über Wasserlauf (Strecke außer Betrieb) | 2,10                 | Spreebrücke                                  | 174 m            |
| Strecke (außer Betrieb) | 2,17                 | Anschl. Gaswerk/Vereinigte Papierfabriken AG | 175 m            |
| | 2,41                 | Streckenende                                 | 175 m            |

Die Spreetalbahn war eine nur dem Güterverkehr dienende Nebenbahn in Sachsen. Sie zweigte im ehemaligen Bahnhof Seidau aus der Bahnstrecke Bautzen–Hoyerswerda ab und führte ins Spreetal zu den dortigen Fabrikanlagen.

## Geschichte

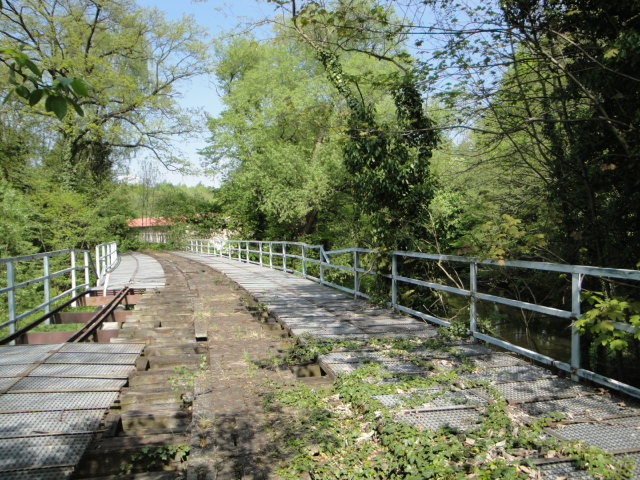
Brücke der ehemaligen Spreetalbahn in der Bautzener Seidau

Die industrielle Geschichte Seidaus reicht bis um 1510 zurück, als an der Spree die ersten Papiermühlen eingerichtet wurden. 1871 entstanden daraus die Vereinigte Bautzner Papierfabriken AG. Ende des 19. Jahrhunderts forderte dieses Unternehmen immer vehementer einen eigenen Bahnanschluss, der allerdings aus topografischen Gründen nicht realisierbar schien. Erst mit dem Bau der Strecke Bautzen–Königswartha 1889/90 wurde der Bau eines Zweiggleises realistisch.
Die Zweigbahn sollte bei dem Haltepunkt Seidau aus obiger Linie abzweigen und in stetigem Gefälle hinab ins Spreetal führen. Für den öffentlichen Ladeverkehr wurde die Haltestelle Seidau vorgesehen. Der Bau der Strecke bis Kilometer 1,425 (Haltestelle Seidau) erfolgte auf Staatskosten. Die Baukosten für die restliche Strecke von 125.000 Mark wurden von der Papierfabrik – dem Hauptanschließer – aufgebracht. Am 19. Juni 1893 wurde die Strecke eröffnet.
Neben den Anschlussgleisen der Papierfabrik und des Bautzner Gaswerks kamen später noch weitere hinzu. So bestanden Zweiggleise zu einem Steinbruch und einer Ziegelei.
Zu einem ersten Verkehrsrückgang kam es 1972, als das Gaswerk seine Produktion einstellte. Aber erst nach der politischen Wende im Osten Deutschlands 1990 verlor die Strecke ihr Verkehrsaufkommen, als die letzten Betriebe an der Strecke ihre Produktion einstellten. Am 10. Januar 1994 wurde der Güterverkehr durch die DBAG offiziell aufgegeben.
Letztmals wurde die Strecke anlässlich der Präsentation des neuen Leichttriebwagens DWA LVT/S am 18. bis 20. September 1998 befahren. Heute ist die Strecke abgebaut.